# 都灵主教座堂

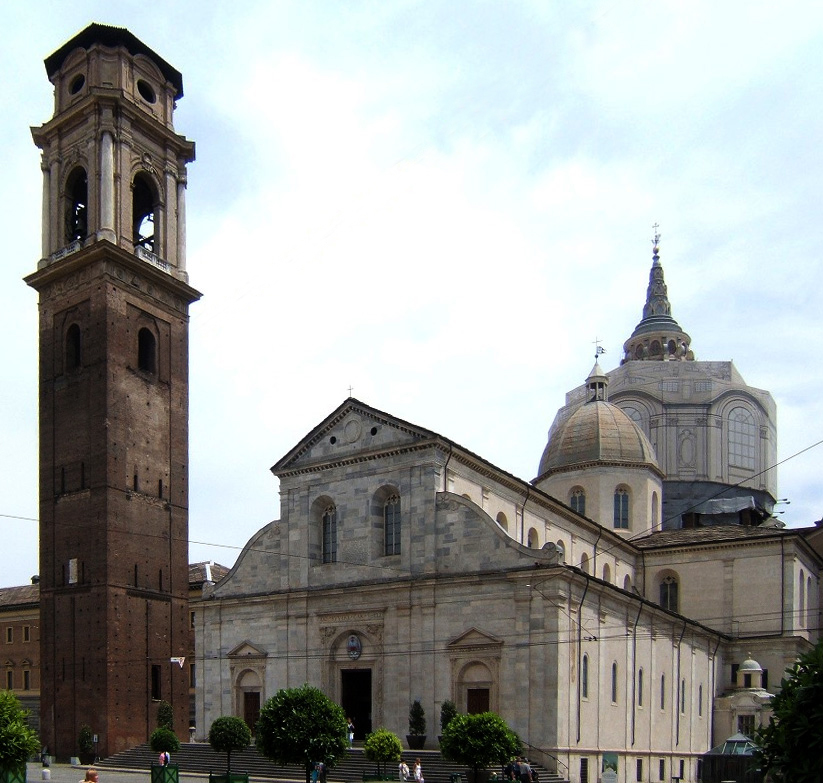
都灵主教座堂

都灵圣若翰洗者主教座堂（Duomo di Torino）是意大利都灵最主要的天主教教堂，主保圣人為圣若翰洗者，為天主教都灵总教区的主教座堂，位于九月二十日街圣若翰广场。它建于1491-1498年，1505年祝圣，毗邻钟楼（1470年）。穹顶高64米。裹尸布礼拜堂藏有著名的都灵裹尸布，建于1668-1694年。
曾经来访的教宗有：若望保禄二世（1980年、1988年、1998年）、本笃十六世（2010年）及方济各（2015年）。